# Alexandre Balmer
Alexandre Balmer (La Chaux-de-Fonds, 4 maggio 2000) è un ciclista su strada e mountain biker svizzero, che corre per il team Solution Tech Vini Fantini; è professionista dal 2022.

## Palmarès

### Strada
- 2017 (Juniores)

Campionati svizzeri, Prova a cronometro Junior
- 2018 (Juniores)

Classifica generale Internationale Juniorendriedaagse
Campionati svizzeri, Prova a cronometro Junior
Campionati svizzeri, Prova in linea Junior
- 2020 (Équipe Continentale Groupama-FDJ, una vittoria)

Campionati svizzeri, Prova a cronometro Under-23

#### Altri successi
- 2021 (Équipe Continentale Groupama-FDJ)

Classifica giovani Rhône-Alpes Isère Tour

### Mountain bike
- 2018

Campionati europei, Cross country Junior
Campionati del mondo, Cross country Junior
Campionati del mondo, Staffetta a squadre
- 2024

Jura Bike Marathon

## Piazzamenti

### Classiche monumento
- Milano-Sanremo

2023: 84º
- Parigi-Roubaix

2022: 105º
2023: 106º
- Liegi-Bastogne-Liegi

2022: ritirato
2023: 66º
- Giro di Lombardia

2022: 81º

### Competizioni mondiali
- Campionati del mondo su strada

Bergen 2017 - In linea Junior: 42º
Innsbruck 2018 - Cronometro Junior: 12º
Innsbruck 2018 - In linea Junior: 4º
Fiandre 2021 - Cronometro Under-23: 19º
Fiandre 2021 - In linea Under-23: 22º
Wollongong 2022 - Cronometro Under-23: 25º
Wollongong 2022 - In linea Under-23: 15º
- Campionati del mondo di mountain bike

Cairns 2017 - Cross country Junior: 18º
Lenzerheide 2018 - Cross country Junior: vincitore
Lenzerheide 2018 - Staffetta a squadre: vincitore
Mont-Sainte-Anne 2019 - Cross country Under-23: 9º
Leogang 2020 - Staffetta a squadre: 3º
Leogang 2020 - Cross country Under-23: 25º
Val di Sole 2021 - Staffetta a squadre: 5º
Glasgow 2023 - Marathon Elite: 7º

### Competizioni continentali
- Campionati europei su strada

Zlín 2018 - Cronometro Junior: 5º
Zlín 2018 - In linea Junior: 2º
Plouay 2020 - Cronometro Under-23: 32º
Trento 2021 - Cronometro Under-23: 8º
Trento 2021 - In linea Under-23: 21º
- Campionati europei di mountain bike

Darfo Boario Terme 2017 - Cross country Junior: 2º
Graz 2018 - Staffetta a squadre: 2º
Graz 2018 - Cross country Junior: vincitore
Brno 2019 - Cross country Under-23: 17º
Novi Sad 2021 - Staffetta a squadre: 2º
Novi Sad 2021 - Cross country Under-23: 4º
Anadia 2022 - Cross country Under-23: 7º
Anadia 2022 - Cross country Short track: 3º